# Граничен отряд
Граничният отряд е военно формирование в Граничните войски.
Създават се като военно формирование на базата на граничните сектори през 1950 г. В състава на всеки граничен отряд в зависимост от характера и от големината на охранявания участък влизат съответен брой гранични комендатури, гранични застави, щабни, обслужващи и осигуряващи подразделения, щаб, тил и различни по название отделения и служби. В отряда са съсредоточени цялата служебно-оперативна дейност, обучението на личния състав, а така също и административно-домакинската работа.